# Momordica peteri
Momordica peteri är en gurkväxtart som beskrevs av Zimmermann. Momordica peteri ingår i släktet Momordica och familjen gurkväxter. Inga underarter finns listade i Catalogue of Life.